# Santunsaari
Santunsaari är en liten ö i Kivijärvi i Finland. Den ligger i sjön Kivijärvi och i kommunen Kivijärvi i den ekonomiska regionen  Saarijärvi-Viitasaari och landskapet Mellersta Finland, i den centrala delen av landet, 300 km norr om huvudstaden Helsingfors. Öns area är 1 hektar och dess största längd är 190 meter i sydväst-nordöstlig riktning.